# غاندو (مسلسل إيراني)
غاندو (بالفارسية: گاندو) مسلسل أمني سياسي إيراني تم إصدار الحلقة الأولى منها من الفصل الأول في 15 يونيو 2019 من القناة الثالثة لإذاعة جمهورية إيران الإسلامية. غاندو من إخراج جواد أفشار وآرش قادري مؤلف هذا المسلسل. تم تصوير المسلسل بالإضافة إلى إيران في تركيا والصين.
تدور أحداث المسلسل داخل إيران وخارجها، وتروي تفاصيل ملفات أمنية لا سيما قصة اعتقال المراسل الإيراني الأميركي جيسون رضائيان -الذي أدين بالتجسس لصالح الولايات المتحدة- وكيفية إلقاء القبض عليه وعلى أربعة من مزدوجي الجنسية المدانين بالتجسس.

## اسم المسلسل
اسم المسلسل مشتق من مفردة مجار باللغة الفارسية (غاندو)، وهو تمساح إيراني قصير الكمامة متوسط الحجم يتواجد في إيران وشبه القارة الهندية ويعيش غالباً في مياه البحيرات والبرك والأنهار البطيئة الجريان وفي الأهوار والمستنقعات. سبب تسمية هذا المسلسل يرجع إلى أن الدليل الوحيد لملف أمني هو تمساح لإمرأة جاسوسة يدل رجال الأمن في النهاية إلى جيسون رضائيان المراسل الإيراني - الأمريكي لصحيفة واشنطن بوست تم احتجازه لعدة سنوات بجريمة التجسس.

## القصة
تدور أحداث مسلسل غاندو داخل إيران وخارجها، وتروي تفاصيل ملفات أمنية لا سيما قصة اعتقال المراسل الإيراني الأميركي جيسون رضائيان -الذي أدين بالتجسس لصالح الولايات المتحدة- وكيفية إلقاء القبض عليه وعلى أربعة من مزدوجي الجنسية المدانين بالتجسس. ويكشف المسلسل عن إطلاق إيران سراح رضائيان مقابل إفراج أميركا عن الأموال الإيرانية المجمدة لديها، وهي مبلغ مليار وسبعمئة مليون دولار. في إحدی الحلقات يقر المسلسل بوقوف أجهزة الاستخبارات الأمريكية والإسرائيلية بالتعاون مع المعارضة الإيرانية في الخارج، وراء الانفجار في قاعدة الغدير الصاروخية على بعد 30 ميلا من العاصمة طهران والذي ذهب ضحيته اللواء حسن طهراني مقدم المؤسس الرئيسي لصناعة الصواريخ الإيرانية عام 2011.
وفقًا لما آرش قادري، المسلسل كان مبني على حالة حقيقية. وقال المخرج جواد أفشار إن جميع أحداث القصة موثقة وحقيقية.

## الممثلين والشخصيات
| - داريوش فرهنغ - وحيدرهباني - بيام دهكردي - ليلا اوتادي - ساراخوييني‌ها - علي رام نورايي - آزيتا ترکاشوند - نكار عابدي - خسرو شهراز - بندار اکبري | - عرفان ابراهيمي - مجيد نوروزي - علي افشار - اتابك نادري - نيلوفر شهيدي - محمدجواد طاهري - جمشيد جهانزاده - بهزاد رحيم خاني - فليب سابرکين | - فرشتة آلوسي - سارا محمدي - ميثم وليخاني - مصطفي سلطاني - ياسمين بيداودي - آيدا جعفري - نارة كركوريان - بهامين توراني - کامبيز ديرباز | - محمدرضا شريفي‌نيا - السيد مهرداد ضيايي - رضا توکلي - نسرين نكيسا - سوغل طهماسبي - کمند امير سليماني - صالح ميرزا آقايي - فرهاد قائميان - وعدد كبير من الممثلين الأجانب. |